# Declaració d'independència
Una declaració d'independència és la proclamació formal, per part d'alguna entitat (grups o persones) que s'atribueix la sobirania, de la independència d'un territori que forma part d'un Estat que els partidaris de la independència consideren aliè. Dit altrament, la independència es proclama mitjançant un text jurídic anomenat declaració d'independència. En la majoria dels casos les declaracions d'independència es fan sense consentiment de l'Estat a què pertany el territori independitzat i, per tant, sovint s'anomenen declaració unilateral d'independència, sobretot per part dels que qüestionen la legitimitat o validesa de la declaració.
En alguns casos, la independència no s'assoleix amb una declaració d'independència sinó per un acord bilateral. Moltes de les antigues colònies de l'imperi Britànic han atès així la independència, per mitjà de la negociació. Per altra banda, hi ha casos en què certs territoris assoleixen la independència de facto, però no proclamen la independència, com ara Taiwan.

## Jurisprudència - Dictamen del Tribunal Internacional de Justícia
El Tribunal Internacional de Justícia aprovà el 22 de juliol de 2010 un dictamen sobre la Declaració d'Independència de Kosovo: «El Tribunal estima que el dret internacional general no comporta cap prohibició aplicable a les declaracions d'independència. En conseqüència, conclou que la declaració d'independència del 17 de febrer de 2008 no ha violat el dret internacional general»